# Елерслебен
Елерслебен (њем. Ellersleben) општина је у њемачкој савезној држави Тирингија. Једно је од 55 општинских средишта округа Земерда. Према процјени из 2010. у општини је живјело 286 становника. Посједује регионалну шифру (AGS) 16068008.

## Географски и демографски подаци
Елерслебен се налази у савезној држави Тирингија у округу Земерда. Општина се налази на надморској висини од 154 метра. Површина општине износи 6,5 km². У самом мјесту је, према процјени из 2010. године, живјело 286 становника. Просјечна густина становништва износи 44 становника/km².